# 2015年臺北燈節
2015臺北燈節為中華民國在2015年將舉辦的臺北燈節，展覽時間為2015年2月27日至2016年3月8日，屆時將在臺北市中山區花博公園登場。
2015年台北燈節的燈海主題「愛、擁抱燈海」，從中山北路2段到3段，連結花博圓山公園與美術公園的人行陸橋，亮燈到3月15日。

## 吉祥物
2015年小提燈名為「喜咩」，限量10萬盞於3月1日開始發放。

## 主燈
2015年主燈名為「金喜羊」。

## 主題燈區
2015年圓山園區共有九大主題燈區。